# Намиколаво-Пирвели
Намиколаво-Пирвели (груз. ნამიკოლავო პირველი) — село в Грузии, на территории Мартвильского муниципалитета края (мхаре) Самегрело-Верхняя Сванетия.

## География
Село находится в западной части Грузии, на правом берегу реки Техури, на расстоянии приблизительно 7 километров (по прямой) к северо-западу от города Мартвили, административного центра муниципалитета. Абсолютная высота — 255 метров над уровнем моря.

## Население
По результатам официальной переписи населения 2014 года в Намиколаво-Пирвели проживало 718 человек (374 мужчины и 344 женщины). В национальной структуре населения грузины составляли 100 %.
| Год  | Население, человек |
| ---- | ------------------ |
| 2002 | 1079               |
| 2014 | ↘ 718              |